# Grabowo (Łobez)
Pour les articles homonymes, voir Grabowo.
Grabowo est une localité polonaise de la gmina mixte et du powiat de Łobez en voïvodie de Poméranie-Occidentale. Elle se situe à environ 73 km à l'est de la capitale régionale Szczecin.Sa population est de 135 habitants.

## Géographie

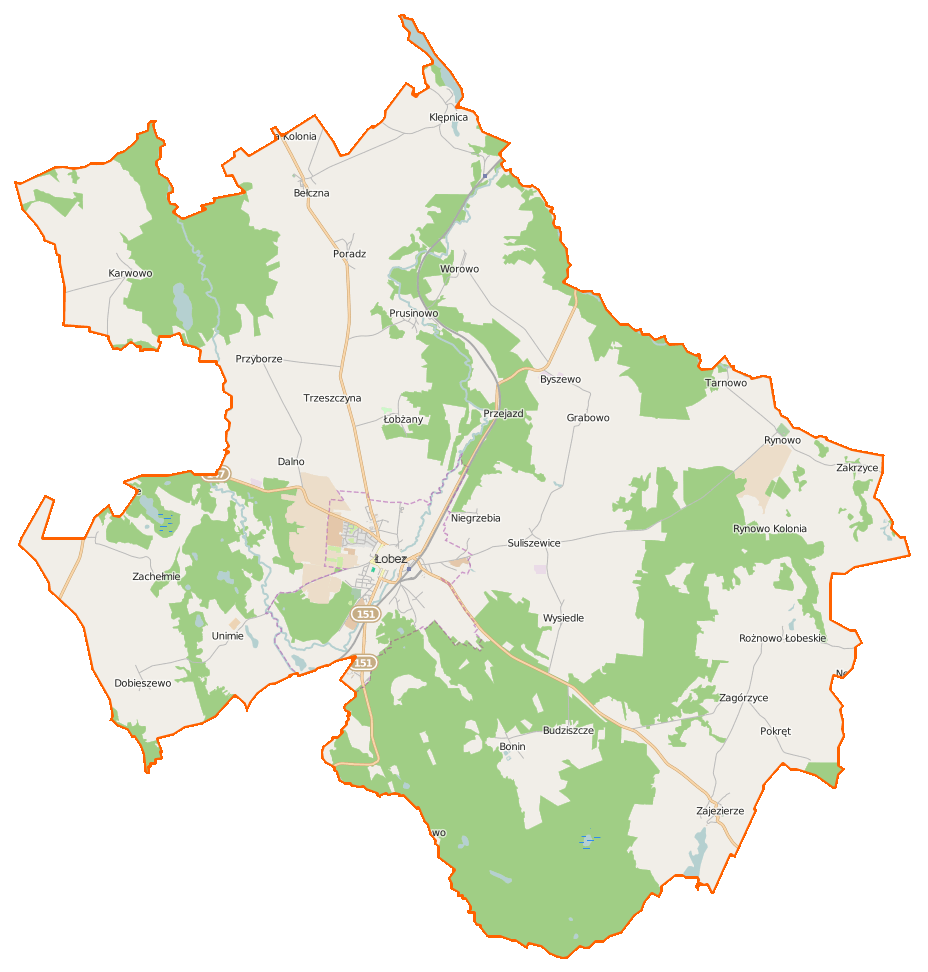
Carte de la gmina de Łobez.